# Тбіліська фізична обсерваторія
Тбіліська фізична обсерваторія — астрономічна, метеорологічна та магнітна обсерваторія в Тбілісі, заснована в 1837 році. У 1950-х роках на основі обсерваторії було сформовано Гідрометеорологічну обсерваторію Тбілісі, надалі реорганізовану в Інститут Гідрометеорології. Тепер у будівлі обсерваторії знаходиться Музей Геофізичних наук Грузинської Академії наук.

## Керівники обсерваторії
- 1837—1839 — вчитель гімназії І. Шестаков, перший директор обсерваторії
- 1839—1847 — вчитель гімназії Андрій Тимофійович Філадельфін
- 1847—1850 — професор мінералогії Г. В. Абіх (1806—1886), тимчасовий директор
- 1850—1878 — астроном Арнольд Федорович Моріц (1821—1902)
- 1878—1894 — Йоганн Мільберг (1841—1894) — проводив дослідження кліматології Кавказу, магнітні спостереження та їх обробку
- 1919—1923 — Андрій Михайлович Бенашвілі[ru]
- 1924 — Михеіл Нодія

## Історія обсерваторії
У 1801 році Грузія була приєднана до Російської імперії, і це поставило перед імперською владою питання організації в Грузії геодезичної й метеорологічної обсерваторії. Зокрема, було необхідно створити «нуль-пункт», від якого проводилися б відліки висот над рівнем моря й до якого б прив'язувалися б всі геодезичні вимірювання. Місцем для такої обсерваторії був обраний Тбілісі. Також в новій обсерваторії планували проводити астрономічні, метеорологічні й магнітні вимірювання.
20 вересня 1834 академік Адольф Теодор Купфер звернувся з посланням до намісника Кавказу генерал-ад'ютанта барона Г. В. Розена з приводу організації в Тбілісі метеорологічної обсерваторії. На посаду директора рекомендувався вчитель гімназії І. Шестаков. До 1837 року будівля обсерваторії на Сололакській горі була практично готова, але умови на крутому схилі виявилися дуже важкими для спостережень, так що до 1839 року спостереження перервалися. Нова будівля обсерваторії була побудована біля гори Святого Давида. Регулярні спостереження розпочалися 1 травня 1844 року. У межах міжнародної програми проводили магнітні та метеорологічні спостереження. Станом на 1847 рік координати обсерваторії були визначені як 41 градуса 41 мінута північної широти і 44 градуси 48 мінут східної довготи.
22 жовтня 1850 року Тіфліська тимчасова магнітно-метеорологічна обсерваторія була реорганізована в постійну та стала іменуватися Тіфліська магнітно-метеорологічна обсерваторія. (У часи Російської імперії місто Тбілісі називали Тіфлісом.) Обсерваторія перебувала в підпорядкуванні штабу Кавказького корпусу, а по науковій частині управлялася Головною фізичною обсерваторією (Санкт-Петербург). Розширення забудови будинками змусило перенести обсерваторію на нове місце. 1 грудня 1851 року було проведено перше спостереження в новій будівлі обсерваторії в районі Авлабара (південно-східна частина Тбілісі). Але й це місце виявилося незручним для спостережень, і обсерваторія знову переїхала на нове місце. У 1860—1861 роках була побудована обсерваторія в районі Кукі в Тбілісі. Остання обсерваторія була побудована на місці двох казарм інженером Лемкулем під керівництвом Моріца. Умови для астрономічних спостережень були посередні, оскільки горизонт у цьому місці частково закритий, а транспорт активно рухається по шосе поруч з обсерваторією.

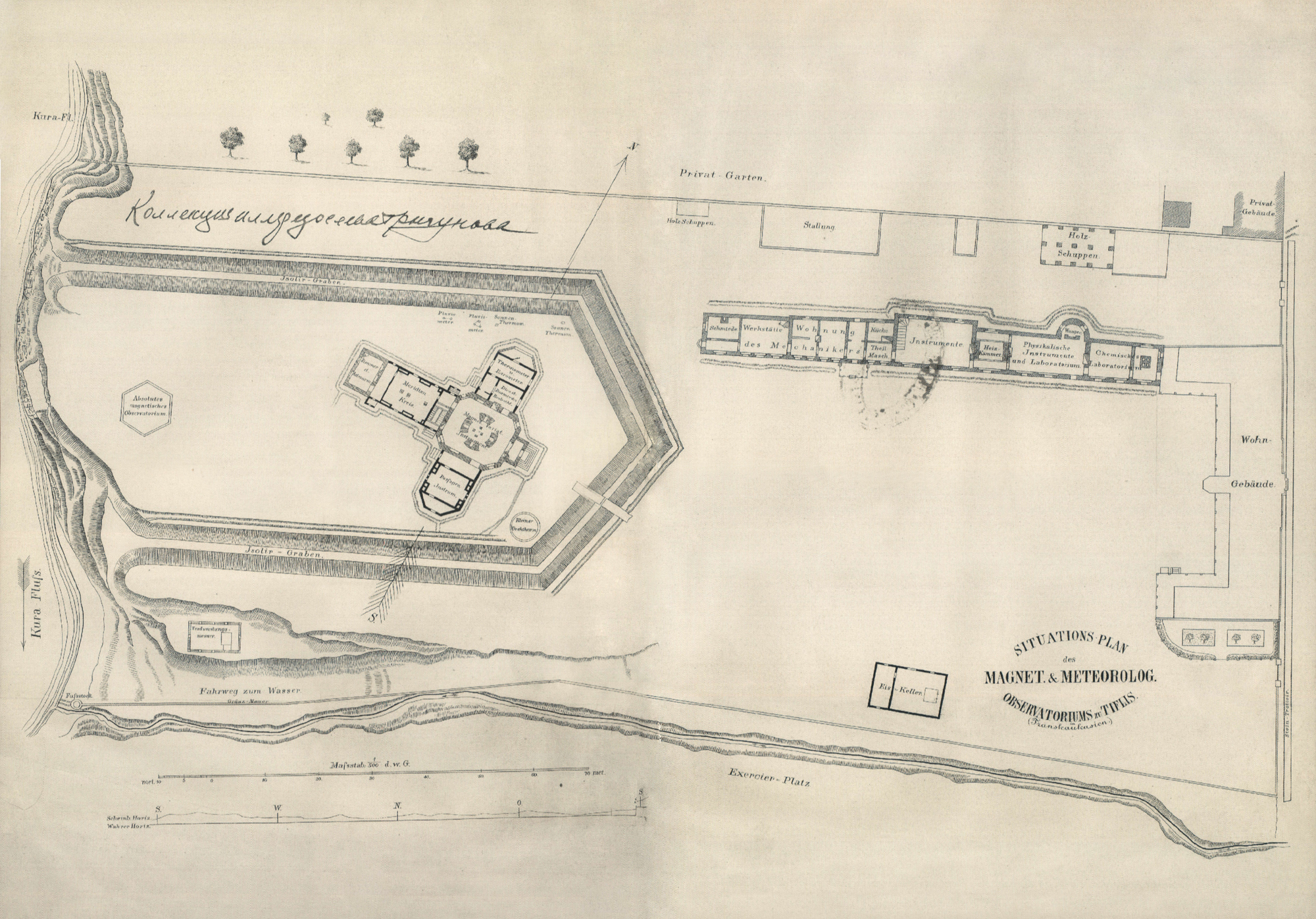
План обсерваторії, намальований Генріхом Кіфером, 1866 рік

У 1860 році було вирішено створити Астрономічний сектор обсерваторії. Поява астрономічного напрямку стала результатом організаційної активності Отто Васильовича Струве. З грудня 1860 року в Тбілісі перебував Д. Д. Обломієвський, астроном Кавказького військово-топографічного відділу, з доставленими їм сюди астрономічними інструментами. Проблему з шосе вирішили, проривши рів аж до скельних порід по периметру навколо будівлі обсерваторії і заповнивши його водою. 1 травня 1861 року нова обсерваторія почала роботу.
28 березня 1865 року обсерваторія перейшла з військового відомства в цивільне і була перейменована в Головну кавказьку обсерваторію. Вона складалась з двох відділень: фізичного й астрономічного. З червня 1867 року її перейменували на Тіфліську фізичну обсерваторію. Астрономічні спостереження припинилися з від'їздом Обломієвського і Моріца, після чого обсерваторія стала повністю магнітно-метеорологічною.
У 1924 році обсерваторія була перейменована в Тбіліську геофізичну обсерваторію. У 1947 році геофізична лабораторія Тбілісі була реорганізована в науково-дослідну геофізичну обсерваторію Тбілісі, на базі якої в 1953 році був створений зональний науково-дослідний гідрометеорологічний інститут Тбілісі. У 1956 році була створена гідрометеорологічна обсерваторія Тбілісі.

## Інструменти обсерваторії
Астрономічні:

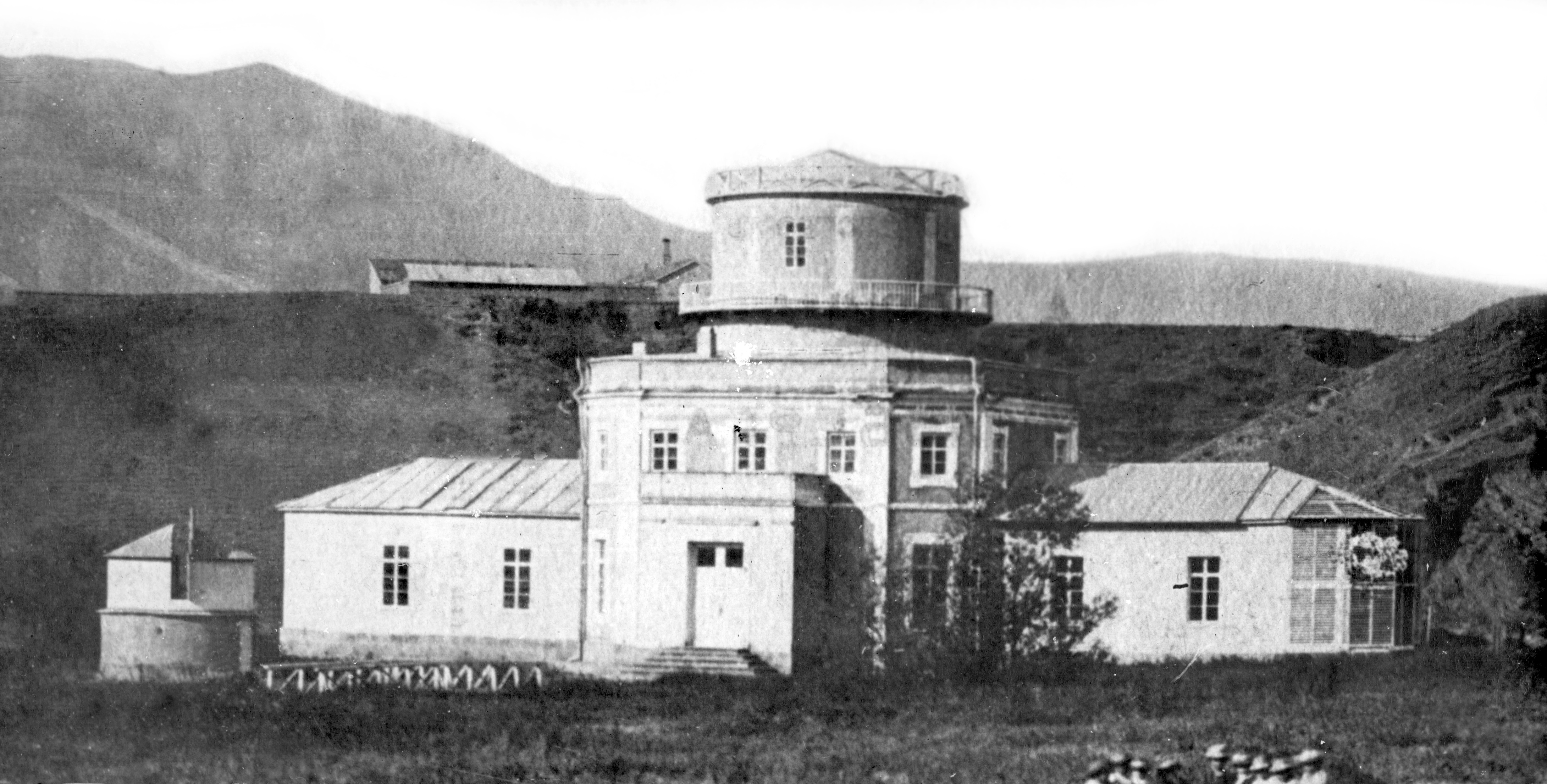
Будівля обсерваторії в другій половині XIX ст.

- Трифутове меридіанне коло Репсольда (Труба: D = 5.5 дюйма, F = 76 дюйма; коло діаметром 39 дюймів; опис[1]) — наприкінці XIX століття було обміняно з Одеською обсерваторією на 11 метеорологічних та фізичних приладів
- Малий рефрактор Штейнгеля № 1608 (D = 4.25 дюйми, F = 64 дюйми; опис 1865)
- Астрономічний годинник з секундним маятником роботи Піля (№ 52, опис 1865 року)
- Коліматор (D = 3.25 дюйма, F = 39 дюйма; опис 1865) + об'єктив D = 3.75 дюйма

Магнітні:
- Магнітний варіометр

Метеорологічні:
- Термометр
- Барометр